# Імріх Стахо
Імріх Стахо (словац. Imrich Stacho, 4 листопада 1931, Трнава — 10 січня 2006, П'єштяни) — чехословацький футболіст, що грав на позиції воротаря за клуб «Спартак» (Трнава), а також національну збірну Чехословаччини.

## Клубна кар'єра
У футболі дебютував 1947 року виступами за команду «Спартак» (Трнава).
Протягом 1953—1954 років грав у складі команди «Танкіста Прага».
1955 року повернувся до складу клубу «Спартак» (Трнава), де і закинчив свою кар'єру гравця у 1966 році.

## Виступи за збірну
1953 року дебютував в офіційних матчах у складі національної збірної Чехословаччини. Протягом кар'єри у національній команді провів у її формі 24 матчі
У складі збірної був учасником двох чемпіонатів світу:
1. 1954 року у Швейцарії, де зіграв проти Австрії (0-5)[4];
2. 1958 року у Швеції, де не грав, проте був в заявці[5].

Був у заявці збірної на чемпіонаті Європи 1960 року, на якому команда ЧССР отримала бронзові нагороди.
Помер 10 січня 2006 року на 75-му році життя у місті П'єштяни.